# Обрегон-и-Пьеррад, Тирсо

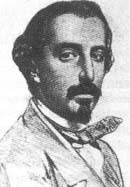
Тирсо де Обрегон-и-Пьеррад

Тирсо де Обрегон-и-Пьеррад (исп. Tirso de Obregón y Pierrad; 28 января 1832, Молина-де-Арагон — 17 марта 1889, там же) — испанский оперный певец (баритон).
Учился сперва математике, затем поступил в Мадридскую консерваторию, учился также у Франсеско Фронтеры. Дебютировал на оперной сцене в 1854 году в Барселоне, посвятив себя преимущественно сарсуэле. В 1858 году перебрался в Мадрид, участвовал в премьерах многих сарсуэл, а также оперы Томаса Бретона «Гусман Добрый». В 1860-е гг. возглавлял оперное отделение Мадридской консерватории. Пользовался особым покровительством королевы Изабеллы II, возбуждавшим разнообразные слухи, особенно после того, как Обрегон был удостоен Ордена Карлоса III и Ордена Изабеллы Католической; по одной из версий, в качестве фаворита-любовника королевы способствовал её решению о назначении премьер-министром генерала О’Доннелла. По болезни был вынужден оставить сцену и вернулся к себе на родину.